# فرم‌های موسیقی ردیفی
در موسیقی ردیفی چند فرم اصلی رایج هستند که معمولاً با ترتیبی مشخص و یکی پس از دیگری اجرا می‌شوند. این فرم‌ها عبارتند از پیش‌درآمد، چهارمضراب، آواز و تصنیف، و رِنگ. در برخی از اجراهای جدیدتر، فرم‌های فرعی دیگر با نام‌های «قطعه» و «کارِ عمل» نیز ذکر شده‌اند. فرم‌های اصلی از نظر این که ضربی هستند (دارای وزن‌مشخص بسته هستند) یا نه، چنین طبقه‌بندی می‌شوند: چهارمضراب، رنگ، تصنیف و پیش‌درآمد ضربی هستند ولی آواز نه.
از بین این فرم‌ها، چهارمضراب، آواز، تصنیف و رنگ پیشینهٔ بیشتری دارند و دست کم از دورهٔ قاجار مرسوم بوده‌اند. پس از استبداد صغیر، با شکل‌گیری انجمن اخوت و رونق گرفتن اجرای موسیقی سنتی ایرانی با استفاده از ارکستر، فرم پیش‌درآمد نیز توسط رکن‌الدین مختاری و درویش‌خان به کار گرفته می‌شود و تدریجاً متداول می‌گردد. فرم‌های قطعه و کار عمل پیشینهٔ چندانی ندارند؛ اولی به قطعه‌ای سازی و یا آوازی اشاره می‌کند که به جای پیش‌درآمد مرسوم، در ابتدای کنسرت یا آلبوم اجرا می‌شود، و دومی به نوعی از موسیقی آوازی شبیه به تصنیف اشاره دارد که تنها تفاوتش با تصنیف در بداهه بودنش است.

## تاریخچه
از روایات موجود چنین بر می‌آید که تا اواخر دورهٔ قاجار رسم بر این بود که وقتی گروهی از نوازندگان و خوانندگان دور هم جمع می‌شدند، همه با هم شروع به اجرای موسیقی نمی‌کردند بلکه ابتدا آن که از همه استادتر بود شروع به نواختن می‌کرد و بعد بقیهٔ نوازندگان به ترتیب به نوبهٔ خود می‌نواختند و خوانندگان به اجرای آواز می‌پرداختند و تنها در انتهای اجرا بود که در قالب قطعاتی در فرمِ رِنگ یا چهارمضراب، اجرای گروهی صورت می‌گرفت.
اما پس از استبداد صغیر با شکل‌گیری انجمن اخوت، گروه‌های موسیقی که برای اجرای کنسرت در این انجمن گرد هم می‌آمدند کنسرت‌ها را با اجرای یک قطعهٔ ضربی سازی به طور همزمان شروع کردند. اولین بار این کار به پیشنهاد رکن‌الدین مختاری انجام شد و قطعه‌ای که ساختهٔ خود او بود را ارکستر به طور دسته‌جمعی نواخت؛ این قطعه را مشیر همایون شهردار «پیش‌درآمد» نامید چرا که قبل از آن اجرای موسیقی با درآمد آغاز می‌شد و این قطعه پیش از درآمد اجرا می‌شد. پس از مختاری، درویش‌خان نیز در این قالب قطعاتی ساخت که اولین آن‌ها یک پیش‌درآمد ابوعطا بود. پس از آن ساختن پیش‌درآمد در دستگاه‌های مختلف رواج یافت، چنانکه مهدیقلی هدایت در مجمع الادوار (چاپ ۱۳۱۷ ه‍.خ) نوشته که «اخیراً پیش‌درآمدی برای هر دستگاه یا آواز ساخته‌اند». در این دوره مرسوم بود که برای هر پیش‌درآمد یک رنگ هم می‌ساختند که از نظر مد و ملودی به آن شبیه بود.
به این ترتیب، فرم‌های اصلی در اجرای موسیقی سنتی ایرانی عبارتند بودند از: پیش‌درآمد، چهارمضراب، آواز و تصنیف، و رنگ، که در اجراهای متعارف معمولاً به همین ترتیب نواخته می‌شدند. در دهه‌های اخیر دو فرم فرعی جدید نیز به این مجموعه افزوده شده‌است: «قطعه» و «کارِ عمل». «قطعه» به فرمی سازی یا آوازی (یا ترکیبی)‌ اشاره می‌کند که به جای پیش‌درآمد اجرا می‌شود. «کار عمل» هم به یک اجرای بداههٔ آوازی اشاره دارد که چنان استوار و دلنشین است که گویی خواننده از قبل روی آن کار کرده، اما در عمل حاصل بداهه‌پردازی و فرزند زمان است.
از نظر ارزش موسیقایی، این فرم‌های اصلی و فرعی چنین رتبه‌بندی شده‌اند (از بیشتر به کمتر): آواز، پیش‌درآمد، تصنیف، کار عمل، قطعه، چهارمضراب، رنگ. اما این ترتیب، به میزان تخصصی‌بودن (در مقایسه با عامه‌پسند بودن) موسیقی نیز اشاره می‌کند، و اجرای چهارمضراب و رنگ، نسبت به یک اجرای آوازیِ تنها دارای استقبال عمومی بیشتری دانسته می‌شود.

## طبقه‌بندی
بررسی فرم‌های موسیقی ایرانی مورد توجه موسیقی‌دانان ایرانی نبوده و از همین رو طبقه‌بندی فرم‌های رایج در موسیقی ردیفی، سابقهٔ طولانی ندارد. محمدرضا لطفی چنین می‌گوید که تا زمان او آموزش فرم‌های موسیقی ایرانی در پردیس هنرهای زیبای دانشگاه تهران فقط دو بار رخ داد (یک نیمسال توسط فرامرز پایور و یک نیمسال توسط جواد معروفی).
اولین کسی که بر این امر اهتمام ورزید محمدعلی بهارلو (نوازندهٔ ویولن) بود که برخلاف نوازندگان هم‌دوره‌اش که صرفاً به تقلید و تکرار این فرم‌ها می‌پرداختند به فکر تعریف تدوین آنچه خود «فرم‌های سازندهٔ موسیقی ایرانی» می‌نامید افتاد. او در این باره مجموعه کتابی نیز با نام «خودآموز ویولن و فرم‌های موسیقی» نوشت که شامل یک کتاب آموزش نوازندگی ویولن و پنج کتاب دیگر است که هر کدام به یکی از فرم‌های موسیقی ردیفی تعلق دارند.
برخی منابع، ردیف موسیقی ایرانی را به دو بخش کلی «آواز» و «ضربی» تقسیم می‌کنند، و انواع اصلی موسیقی ضربی را شامل چهارمضراب (شش یا دوازده ضربی و سریع)، رِنگ (شش ضربی و با سرعت متوسط و معمولاً همراه با رقص)، تصنیف (معمولاً شش ضربی و آهسته)، و پیش‌درآمد (آهسته) بر می‌شمارند. منظور از فرم ضربی، فرمی است که وزن مشخص و بسته دارد، در مقابل آواز که وزن آزاد دارد. اگر چه به لحاظ نظری تمام گوشه‌ها را می‌توان به صورت ضربی یا آوازی اجرا کرد، اما پیمان ناصح‌پور در بررسی ردیف میرزاعبدالله، این گوشه‌ها به عنوان اصلی‌ترین گوشه‌هایی که برای موسیقی ضربی به کار می‌روند برمی‌شمرد:
- دستگاه شور: گریلی، گریلیِ شستی، رنگِ هَشتَری، رنگِ شهرآشوب، زابلِ اصول
- دستگاه سه‌گاه: رنگ دلگشا
- دستگاه نوا: نستاری، رنگ نوا
- دستگاه همایون: رنگ فرح
- دستگاه چهارگاه: لزگی، متن، حاشیه، رنگ شهرآشوب
- دستگاه ماهور: حَربی، یک‌چوبه، رنگِ شَلَخو، ساقی‌نامه، کُشته، صوفی‌نامه

از سوی دیگر، فرم‌های پیش‌درآمد، چهارمضراب و رنگ هیچ وقت آوازی نیستند و فقط با ساز اجرا می‌شوند.

## پیش‌درآمد
پیش‌درآمد یک فرم سازی (بدون آواز)، متریک (اغلب در میزان‌بندی شش‌چهار)، و از پیش ساخته شده است و معمولاً تُندای آن از پایین‌ترین تنداها در موسیقی سنتی ایرانی است؛ پیش‌درآمد به مُدهای مهم دستگاه اشاره می‌کند و در آغاز یک برنامهٔ موسیقی نواخته می‌شود.
اهمیت پیش‌درآمد در موسیقی ایرانی از آن جهت است که خلاف دیگر فرم‌های این موسیقی که یا همراه با شعر و آواز اجرا می‌شوند، یا بر اوزان عروضی استوار هستند، و یا برای رقص ساخته شده‌اند، پیش‌درآمد اولین فرم موسیقایی بوده که فقط مختص موسیقی است و به رقص و آواز ربطی ندارد. از این رو، جا افتادن فرم پیش‌درآمد و گسترش اجرای موسیقی سنتی به صورت «کنسرت» هر دو به عنوان مصداقی از نوگرایی در موسیقی سنتی ایرانی دانسته می‌شوند چون به اهمیت موسیقی به عنوان «اتفاق اصلی» می‌افزایند و از نقش آواز و رقص در این راستا می‌کاهند.

### درآمد
نام «پیش‌درآمد» اشاره به آن دارد که اجرای آن قبل از اجرای گوشهٔ درآمد صورت می‌گیرد. به طور سنتی، اجرای دستگاه‌ها و آوازها معمولاً با گوشه‌ای به نام «درآمد» آغاز می‌شد که در آن مُدِ اصلی آن دستگاه یا آواز معرفی می‌شد. اگر چه ادامهٔ اجرای آن دستگاه یا آواز می‌تواند با پرده‌گردانی به دستگاه‌های دیگر همراه باشد اما معمولاً بیشتر گوشه‌ها به نت پایه دستگاه (یا به بیان دیگر، به درآمد) فرود می‌کنند و اجرای آن دستگاه یا آواز در همان فضای درآمد به پایان می‌رسد. اگر چه پیش از تحول مقام به دستگاه نیز فرم‌های موسیقی شبیه به درآمد وجود داشته‌است، اما رواج درآمد با این نام احتمالاً به بعد از شکل‌گیری و رواج مفهوم دستگاه در موسیقی ایرانی بازمی‌گردد.
درآمد نقش برجسته‌ای در شناخت دستگاه دارد چرا که مُدِ مَبنا را معرفی می‌کند (یعنی مدی که در سراسر اجرای دستگاه از طریق انگاره‌های ملودیکی به نام فرود به آن برگشت داده می‌شود). گوشه‌های آغازین (درآمد) و پایانی (فرود)، مبنای شناسایی و تعیین نام دستگاه‌ها هستند. گوشه‌های دیگر که پس از درآمد می‌آیند معمولاً در یک مد جدید هستند اما در پایان به زمینهٔ درآمد فرود می‌کنند. از همین رو، درآمد بیشتر از آن که معرف کل دستگاه باشد، معرف مد مبنای دستگاه دانسته می‌شود.

## چهارمضراب
چهارمضراب فرم یا گونه‌ای سازی (بدون آواز) و متریک در موسیقی ایرانی است که معمولاً طی یک فرآیند آهنگسازی  ———  گاه از پیش و گاهی بداهه  ———  بر روی یک ضرب‌آهنگِ پایه (معمولاً شش‌هشت یا شش‌شانزده) ساخته می‌شود. چهارمضراب معمولاً تندترین قطعهٔ موسیقی است. چهارمضراب را می‌توان یک انتهای طیف ضربی موسیقی ایرانی دانست، که انتهای دیگر آن طیف آواز است که معمولاً غیر ضربی است. چهارمضراب معمولاً ریتم سریعی دارد.

## رنگ
رِنگ فرمی در ردیف موسیقی ایرانی است که معمولاً برای شادی و رقص نواخته می‌شده و معمولاً دارای ضرب‌آهنگ شش‌هشت است. رنگ‌ها معمولاً در انتهای اجرای دستگاه نواخته می‌شوند. در ردیف‌های قدیمی‌تر،  همهٔ رنگ‌ها در فرمِ بلندی به نام «شهرآشوب» گردآوری شده‌اند. شهرآشوب‌ها با فرم رقص کلاسیک که در دوران قاجاریه رایج بوده هماهنگ هستند. شهرآشوب‌ها معمولاً با ضرب‌آهنگ آهسته‌تری شروع می‌شوند و تدریجاً سرعت می‌گیرند و رقص همراه آن نیز همراه با حرکاتی مثل معلق زدن، چرخ زدن یا گذاشتن استکان روی پیشانی انجام می‌شده که در دوران معاصر هنوز در رقص مردم تبریز و مناطق حاشیه کویر در ایران موجود است.

## فرم‌های فرعی

### قطعه
«قطعه» به فرمی سازی یا آوازی (یا ترکیبی)‌ اشاره می‌کند که به جای پیش‌درآمد اجرا می‌شود؛ به بیان دیگر هر گاه یک کنسرت یا آلبوم به جای شروع با پیش‌درآمد با یک بخش سازی و آوازی شروع می‌شود می‌توان به آن نام «قطعه» داد. نمونه‌های آن عبارتند از قطعهٔ ابتدایی آلبوم چاووش ۶ از محمدرضا لطفی، و قطعهٔ بیداد در آلبومی به همین نام اثر پرویز مشکاتیان.

### کار عمل
«کار عمل» به یک اجرای بداههٔ آوازی اشاره دارد که چنان استوار و دلنشین است که گویی خواننده از قبل روی آن کار کرده، اما در عمل حاصل بداهه‌پردازی و فرزند زمان است. در واقع فرم کار عمل و تصنیف، تنها در بداهه بودن کار عمل است. خود واژهٔ «کار عمل» در گذشته برای اشاره به قطعه‌هایی که بسیار پیشرفته و «کامل العیار» بودند به کار می‌رفته‌است و برای توصیف فرم‌های دیگر موسیقی استفاده می‌شده‌است؛ مثلاً برخی پیش‌درآمدها «کار عملی» و برخی دیگر «غیر کار عملی» بودند. اما اصطلاح «کار عمل» حتی در این معنا نیز پیشینهٔ درازی ندارد. اما در دورهٔ قاجار نوع خاصی از تصنیف نام «کارِ عمل» (یا «کار و عمل») رایج شد که گاه مقصود از آن نمایش دادن مقام و گوشه‌های هر دستگاه بود. به گفتهٔ محمدرضا لطفی، از اصطلاح کار عمل برای برخی رنگ‌ها نیز استفاده می‌شده‌است و رنگ‌های کار عمل، کمتر حالت هنری داشتند و بیشتر توسط مطرب‌ها (که در آن زمان «عمله‌جات طرب» نام می‌گرفتند) اجرا می‌شدند.
احتمال دارد که نام این فرم موسیقی، ریشه در نام «عمل» داشته باشد که اسم یکی از فرم‌های موسیقی در موسیقی مقامی بود. برای مثال، عبدالقادر مراغه‌ای (موسیقی‌دان دورهٔ تیموریان) در رسالهٔ موسیقی خود از «عمل» به عنوان نوعی تصنیف یاد کرده‌است و یک عمل را که در مقام دوگاه است نیز شرح داده‌است که خود شامل سه بخش «صوتِ میان‌خانه»، «تشییع» و «بازگشت» است.

### قول و غزل
قول نوعی تصنیف بوده که فرم یاد شده را برای شعر عربی به کار می‌گرفته است. عبدالقادر مراغی ساختن صوت یا میانخانه در این نوع را به اختیار مصنف دانسته است ، اما بنایی و میرصدرالدین محمد قزوینی به صراحت، از فقدان میانخانه در قول سخن گفته‌اند. نجم‌الدین کوکبی بخارایی مسئله را چنین بیان کرده است: «شرط در این تصنیف آن است که تمامیِ او به دو سرخانه و بازگوی باشد، اگرچه بعضی از استادان میانخانه بسته‌اند». غزل مثل قول بوده است، اما با شعر فارسی؛ و همان ملاحظاتی که دربارۀ میانخانه برای قول آمد، برای غزل هم صادق بوده است .

### ترانه
مثل قول بوده است، اما با شعری به بحر رباعی ، چه به فارسی و چه به عربی. مراغی وجود میانخانه در این نوع تصنیف را نیز به اختیار مصنف دانسته است. عارف قزوینی آن را عین قول و غزل به‌شمار آورده است و دیگران در این‌باره سکوت کرده‌اند.۳ نوع تصنیف یاد شده بخشی از یک فرم کلان‌ساختاری به نام نوبت مرتب بوده است که در ادامه از آن سخن خواهد رفت. 